# إلكترون (إطار عمل)
إلكترون (بالإنجليزية: Electron)‏ هو إطار عمل جافا سكريبت مفتوح المصدر يسمح بتطوير التطبيقات لسطح المكتب (مثل نظم تشغيل مايكروسوفت ويندوز ولينكس) باستعمال تقنيات الوِب: جافا سكريبت، وإتش تي إم إل 5، وأوراق الأنماط المتتالية، وغيرها من تقنيات الوِب.
أُنشِأ إلكترون من طرف غيت هاب لغرض تطوير محرر النصوص أتوم، وهو مبني على كروميوم ونود.جي إس.

تَستخدم العديد من التطبيقات إطار عمل إلكترون، ومن أبرزها: دِسكورد، وأوبسيديان، وسلاك

## وصلات خارجية
- إلكترون على موقع Open Hub (الإنجليزية)
- إلكترون على موقع Free Software Directory (الإنجليزية)